# Diagrama de barras
Un diagrama de barras, gráfico de barras o gráfico de columnas es una forma de representar gráficamente un conjunto de datos o valores mediante barras rectangulares de longitud proporcional a los valores representados. Los gráficos de barras pueden ser usados para comparar cantidades de una variable en diferentes momentos o diferentes variables para el mismo momento. Las barras pueden orientarse horizontal y verticalmente.
Existen evidencias del uso de este tipo de diagramas desde hace más de 300 años.
El gráfico de barras es una forma de resumir un conjunto de datos por categorías de variable cualitativa y su  frecuencia de aparición en una muestra.  Es el gráfico más común, alcanzando un porcentaje cercano al 50% en los libros de texto analizados de Enseñanza Primaria en España.
En el diagrama de barras, los datos se representan con rectángulos de igual base sobre el eje de categorías (eje x o de abscisas); en tanto que la longitud del otro lado corresponde al valor del dato, según la escala utilizada en el eje de valores (eje y o de ordenadas). Cuando se representa más de una categoría existen diferentes tipos de presentación. 
No existen reglas estrictas aplicables a los gráficos de barras, pero como normas generales de presentación suelen ser las siguientes:
- El ancho de la barra debe ser uniforme para todas las barras del diagrama.
- La longitud de la barra debe ser proporcional a la cantidad que representa.
- El espacio de separación entre barras por cada categoría debe ser constante.
- Las barras en estos gráficos pueden disponerse vertical u horizontalmente.

## Ejemplo
Este diagrama está basado en los resultados de la Elección del Parlamento Europeo en el 2004 y en 1999. La tabla siguiente lista el número de asientos asignados a cada partido. Los resultados de 1999 han sido multiplicados por 116.933, para compensar los otros años entre estos.
| Grupo | Asientos (2004) | Asientos (1999) a escala |
| ----- | --------------- | ------------------------ |
| EUL   | 39              | 49                       |
| PES   | 200             | 210                      |
| EFA   | 42              | 56                       |
| EDD   | 15              | 19                       |
| ELDR  | 67              | 60                       |
| EPP   | 276             | 272                      |
| UEN   | 27              | 36                       |
| Otros | 66              | 29                       |

Un gráfico de barras que represente los resultados anteriores de la elección del 2004 se vería así:

(Si todos los datos fuesen ordenados en orden descendiente, este tipo de gráfico de barras sería llamado un diagrama de Pareto.)
Este gráfico de barras muestra ambos resultados (2004 y 1999):

## Tipos de gráficos de barras
- Gráfico de barras verticales
- Gráfico de barras horizontales
  - Gráfico de eje central. Es un tipo de gráfico de barras horizontales que recoge la frecuencia con que se repite una determinada variable dentro de cada uno de los diversos grupos en los que se ha dividido un conjunto. El ejemplo típico de gráfico de eje central es el de pirámide de población.
- Gráfico de barras superpuestas
- Gráfico rectangular

## Futuro
Actualmente como avanzan las tecnologías y como la gente va usando más la tecnología el futuro del diagrama de barras será usado más en computadores, a salvo de los colegios que también pueden cambiar gracias a las tecnologías